# Dryopsophus napaeus
Espèce
Synonymes
- Hyla napaea Tyler, 1968
- Litoria napaea (Tyler, 1968)

Statut de conservation UICN

 LC  : Préoccupation mineure
Dryopsophus napaeus est une espèce d'amphibiens de la famille des Pelodryadidae.

## Répartition
Cette espèce est endémique de Nouvelle-Guinée occidentale en Indonésie. Elle se rencontre dans la province de Papouasie entre 500 et 1 000 m d'altitude dans les monts Maoke.

## Description
Les mâles mesurent de 19 à 23 mm et les femelles de 25 à 28 mm.

## Publication originale
- Tyler, 1968 : Papuan hylid frogs of the genus Hyla. Zoologische verhandelingen, vol. 96, p. 1-203 (texte intégral).